# کلارا مامت
کلارا مامت (انگلیسی: Clara Mamet؛ زادهٔ ۲۹ سپتامبر ۱۹۹۴) هنرپیشه، موسیقی‌دان اهل ایالات متحده آمریکا است.
از فیلم‌ها یا برنامه‌های تلویزیونی که وی در آن نقش داشته‌است می‌توان به همسایه‌ها ۲: انجمن خواهری برمی‌خیزد و والس دو بیتی اشاره کرد.